# Progress
Progress — шестой студийный альбом британской поп-группы Take That, выпущенный 15 ноября 2010 года.

## Подоплёка
15 июля 2010 года появились слухи о возвращении Робби Уильямса в Take That, которые вскоре были подтверждены группой: «Слухи верны… Робби вернулся… и мы празднуем это, мы написали и записали новый альбом, который выйдет в этом году». В тот же день британские газеты вышли под заголовками: «Спустя несколько месяцев гаданий было подтверждено возвращение Робби Уильямса в Take That. Гэри, Ховард, Джейсон, Марк и Робби записали новый студийный альбом из пяти частей, который выйдет в ноябре». Работа над альбомом началась в сентябре 2009 года, вслед за последним аншлаговым концертом Take That Presents: The Circus Live. Было подтверждено, что «все пять участников встретились, начали писать шесть песен, которые станут основой альбома». Этот альбом ознаменовал собой двадцатилетие группы в музыкальной индустрии и пятнадцатилетие выхода альбома Nobody Else. Фото для обложки альбома делал фотограф Навад Кандер, до этого работавший с Бараком Обамой. На обложке имитация знаменитого образа превращения обезьяны в человека, что положительно было встречено критиками.

## Релиз
Первоначально датой выпуска альбома было объявлено 22 ноября 2010 года, однако, релиз был отложен на неделю, и альбом вышел 15 ноября. Барлоу заявил, что такое решение было принято после «массовых предварительных заказов на альбом» и после «анализа трансляции и данных о заказе», показывающего, что «мы также никогда не видели, чтобы наши синглы игрались так часто». Пресс-секретарь Take That утверждал, что изменение даты выхода альбома было связано с «активным ответом на их пресс-конференцию», где они объявили даты тура.

## Коммерческий приём
Ещё до своего релиза Progress стал лидером по числу предварительных заказов. В первый день выпуска было продано более 235000 экземпляров в Великобритании, что сделало Progress самым продаваемым альбомом века. 21 ноября 2010 года альбом дебютировал под номером 1 в UK Albums Chart, став шестым номером один для группы. К концу первой недели продаж было продано 520000 экземпляров, что сделало его вторым наиболее быстро продаваемым альбомом в Великобритании за все время. За вторую неделю было продано 208 тысяч экземпляров, тем самым альбом сохранил первое место в чарте; в третью неделю было продано 174 тысячи экземпляров. В четвертую неделю продав 200 тысяч экземпляров, альбом все ещё находился на вершине британского чарта.
Альбом сохранял первое место в UK Albums Chart на протяжении шести недель, в общей сложности было продано 1870000 экземпляров, Progress стал первым номером в Великобритании в 2011 году.

## Реакция критиков
| Оценки критиков      | Оценки критиков |
| Источник             | Оценка          |
| -------------------- | --------------- |
| AllMusic             | [ 17 ]          |
| BBC Music            | (positive)      |
| Daily Mail           | (positive)      |
| Entertainment.ie     | [ 20 ]          |
| The Evening Standard | [ 21 ]          |
| The Express          | [ 22 ]          |
| The Guardian         | [ 23 ]          |
| The Independent      | [ 24 ]          |
| Q                    | [ 25 ]          |
| Virgin Media         | [ 26 ]          |

Progress получил положительные отзывы от музыкальных критиков. На Metacritic, где присваивается средний рейтинг из отзывов 100 критиков, альбом получил 81 балл, основанный на 7 обзорах, указывающих на «всеобщее признание».
Q оценил альбом, сказав: «Триумф; музыкально, концептуально, лично». Virgin Media дал альбомы 7 из 10 баллов, назвав его «обманчиво тёмным предложением от обычно веселых парней». The Guardian оценил Progress в 4 из 5 баллов, прокомментировав: «Это первый альбом Take That как квинтета с 1995 года, сообщающий две вещи: принципиально новый звук и возвращение Робби Уильямса в жизнь группы как её участника, разыгрывающего эмоциональные дуэты с Гэри Барлоу и Марком Оуэном». Также The Guardian сделал вывод, что «[Уильямс] и его одногруппники сделали замечательный современный альбом». BBC Music опубликовал положительный обзор альбома: «Если название Progress предполагает, что новый звук будет слиянием и развитием из Take That Mk.II и недавнего возвращения Робби Уильямса, реальность отличается от этого. Progress — что-то совершенно новое — Take That Mk.III — и самые странные, самые амбициозные и самые захватывающие записи для их создателей из всего, когда-либо созданного ими». Yahoo! Music UK наградил альбом рейтингом 8/10 и написал: «Это все о Робби Уильямсе. Его вокал доминирующий в семи из десяти треков. Клавишные имеют мало общего с Take That и всем, что связано с его тремя последними сольными альбомами. И тогда как воссоединение сделало его мир хорошим, это не похоже на справедливый и равноценный обмен».

## Промоушен
Группа созвала пресс-конференцию в 10 часов утра 26 октября 2010 года в Лондоне, где они объявили о стадионном туре Progress Live на 2011 год, начиная с концерта в Сандерленде на Stadium of Light на 27 мая и заканчивая восемью ночами на стадионе Уэмбли, перед тем, как отыграть 7 концертов по всей Европе. Группа объявила о четырёх дополнительных концертах в начале декабря.
13 ноября 2010 года состоялся ITV эфир Take That: Look Back, Don’t Stare, которое было посвящено объединению группы с кадрами из обычной жизни студии, а также откровенные интервью. DVD и Blu-ray релиз Look Back, Don’t Stare. A Film About Progress последовал 6 декабря.

## Список композиций
Слова и музыка всех песен — Гэри Барлоу, Ховард Дональд, Джейсон Орандж, Марк Оуэн и Робби Уильямс.
| №   | Название                    | Основной вокал                                 | Длительность |
| --- | --------------------------- | ---------------------------------------------- | ------------ |
| 1.  | «The Flood»                 | Robbie Williams and Gary Barlow                | 4:49         |
| 2.  | «SOS»                       | Mark Owen and Robbie Williams                  | 3:44         |
| 3.  | «Wait»                      | Robbie Williams, Gary Barlow and Howard Donald | 4:15         |
| 4.  | «Kidz»                      | Mark Owen and Gary Barlow                      | 4:42         |
| 5.  | «Pretty Things»             | Robbie Williams and Gary Barlow                | 4:03         |
| 6.  | «Happy Now»                 | Gary Barlow and Robbie Williams                | 4:03         |
| 7.  | «Underground Machine»       | Robbie Williams                                | 4:15         |
| 8.  | «What Do You Want from Me?» | Mark Owen                                      | 4:37         |
| 9.  | «Affirmation»               | Howard Donald                                  | 3:54         |
| 10. | «Eight Letters»             | Gary Barlow                                    | 4:41         |
| 11. | «Flowerbed» (hidden track)  | Jason Orange                                   | 3:48         |

| №   | Название                     | Длительность |
| --- | ---------------------------- | ------------ |
| 12. | «Progress in Action» (Video) | 5:00         |

| №  | Название                   | {{{extra_column}}}              | Длительность |
| -- | -------------------------- | ------------------------------- | ------------ |
| 1. | «When We Were Young»       | Robbie Williams and Gary Barlow | 4:34         |
| 2. | «Man»                      | Gary Barlow and Mark Owen       | 4:39         |
| 3. | «Love Love»                | Gary Barlow and Mark Owen       | 3:43         |
| 4. | «The Day the Work Is Done» | Mark Owen and Gary Barlow       | 4:04         |
| 5. | «Beautiful»                | Gary Barlow                     | 4:14         |
| 6. | «Don't Say Goodbye»        | Gary Barlow                     | 3:54         |
| 7. | «Aliens»                   | Howard Donald and Mark Owen     | 4:48         |
| 8. | «Wonderful World»          | Mark Owen and Jason Orange      | 4:58         |

## Чарты
| Чарт (2010)                     | Высшая позиция |
| ------------------------------- | -------------- |
| Australian Albums Chart         | 65             |
| Austrian Albums Chart           | 2              |
| Belgian Albums Chart (Flanders) | 36             |
| Belgian Albums Chart (Wallonia) | 32             |
| Czech Albums Chart              | 7              |
| Danish Albums Chart             | 1              |
| Dutch Albums Chart              | 4              |
| European Top 100 Albums         | 1              |
| Finnish Albums Chart            | 46             |
| French Albums Chart             | 42             |
| German Albums Chart             | 1              |
| Greek Albums Chart              | 1              |
| Irish Albums Chart              | 1              |
| Italian Albums Chart            | 3              |
| Norwegian Albums Chart          | 25             |
| Portuguese Albums Chart         | 14             |
| Scottish Albums Chart           | 1              |
| South Korea Gaon Albums Chart   | 26             |
| Spanish Albums Chart            | 17             |
| Swedish Albums Chart            | 7              |
| Swiss Albums Chart              | 2              |
| UK Albums Chart                 | 1              |
| UK Download Chart               | 1              |

| Чарт (2010)                      | Позиция |
| -------------------------------- | ------- |
| Danish Albums Chart              | 6       |
| Dutch Albums Chart               | 51      |
| German Albums Chart              | 15      |
| Irish Albums Chart               | 2       |
| Scottish Albums Chart            | 1       |
| Swiss Albums Chart               | 73      |
| UK Albums Chart                  | 1       |
| Чарт (2011)                      | Позиция |
| Danish Albums Chart (Progress)   | 50      |
| Danish Albums Chart (Progressed) | 57      |
| German Albums Chart              | 47      |
| Italian Albums Chart             | 63      |
| Swiss Albums Chart               | 70      |
| UK Albums Chart                  | 15      |